# Adrian Bajrami
Adrian Bajrami, né le 5 avril 2002 à Langenthal, est un footballeur international albanais qui évolue au poste de défenseur central au FC Lucerne, en prêt du SL Benfica.

## Biographie

### Carrière en club
Né à Langenthal en Suisse, Adrian Bajrami commence sa formation dans son pays natal, puis la termine au Benfica Lisbonne,, où il commence sa carrière professionnelle avec l'équipe reserve. Il joue son premier match avec le Benfica B le 24 avril 2022, lors d'une défaite 2-1 en Liga Portugal 2 contre l'Académico Viseu.
Il quitte le SL Benfica et le Portugal pour rejoindre en prêt, le FC Lucerne et la Super League suisse, il restera la saison 2025-2026.

### Carrière en sélection
En novembre 2022, Adrian Bajrami est convoqué pour la première fois avec l'équipe nationale d'Albanie. Il honore sa première sélection le 13 juin 2022, lors d'un match amical contre l'Estonie (0-0).